# Celestus macrotus
Celestus macrotus är en ödleart som beskrevs av  Thomas och HEDGES 1989. Celestus macrotus ingår i släktet Celestus och familjen kopparödlor. Inga underarter finns listade i Catalogue of Life.